# Рамишвили, Семён Спиридонович
Семён Спиридонович Рамишвили (1903 — 1973) — советский военачальник, контр-адмирал (21.05.1941).

## Биография

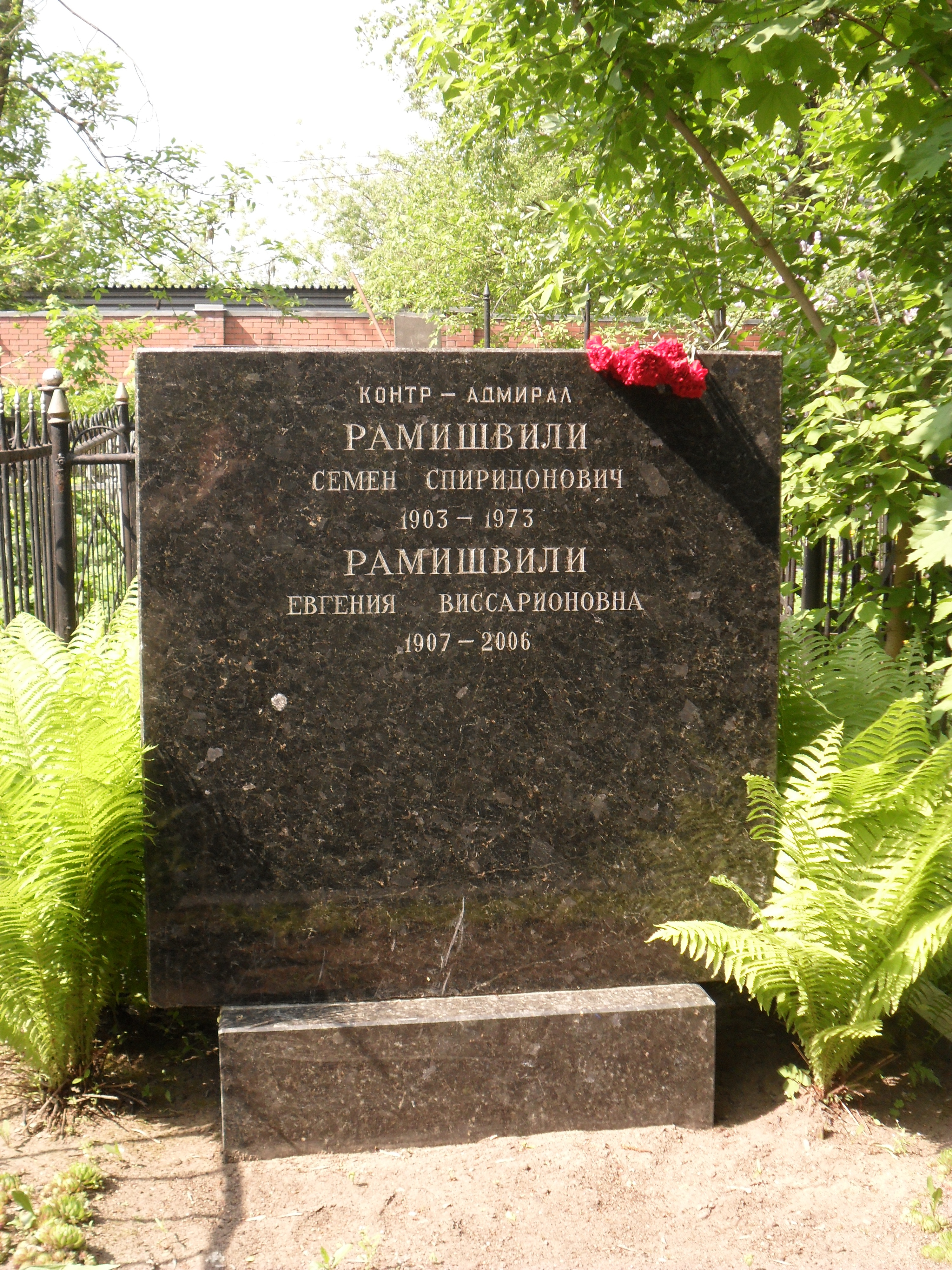
Могила Рамишвили на Ваганьковском кладбище.

В ВМФ с 1922 года. В 1926 году окончил Военно-морское училище им. М. В. Фрунзе в Ленинграде. На одном курсе с ним учились Д. Вдовиченко, Н. Г. Кузнецов, С. Г. Кучеров, В. Н. Лежава, В. Ф. Трибуц.
Вахтенный начальник канонерской лодки «Маркин» (май 1925 — сентябрь 1926), артиллерист канонерской лодки «Красный Азербайджан» (октябрь 1927 — август 1929), флагманский артиллерист (август 1929 — октябрь 1931), начальник оперативной части (октябрь 1931 — ноябрь 1933) Каспийской военной флотилии.
Во время Гражданской войны в Испании — военный советник при командире Картахенской ВМБ республиканского флота. Псевдоним С. С. Рамишвили в гражданской войне в Испании — дон Хуан Гарсия (ноябрь 1936 — октябрь 1937), награждён орденами Красного Знамени и Красной Звезды.
Адъюнкт Военно-морской академии (5.1937—4.1938). Старший преподаватель СККС (4.1938—5.1939), исполняющий должность доцента кафедры оперативного искусства ВМА (10.1938—5.1939), исполняющий должность начальника штаба Балтийского флота (5—6.1939), заместитель начальника штаба БФ (6—11.1939), командирp Кронштадтской ВМБ (11—12.1939) БФ.
Во время Советско-финляндской войны 1939—1940 годов — командиp отряда особого назначения по захвату островов Финского залива. Начальник ВВМУ им. М. В.Фрунзе, одновременно командиp Балтийского ОУК с дек. 1939.
В начале Великой Отечественной войны, оставаясь в прежней должности, был командиpом отдельной курсантской бригады ВМУЗ (июль—август 1941), два батальона которой на участке Кингисепп—Нарва были уже в июле 1941 года введены в бой. Начальник Управления ВМУЗ ВМФ (август 1941 — март 1944). В распоряжении НК ВМФ (март—август 1944), с августа 1944 в распоряжении НКВТ, уполномоченный Закупочной правительственной комиссии с подчинением ему конвойной службы на Тихоокеанском побережье США.
После окончания войны продолжал оставаться в распоряжении НКВТ (МВТ с марта 1946). В течение 1946—1947 занимался вопросами разоружения и демилитаризации Японии. В распоряжении Управления кадров ВМС (май—август 1949). Заместитель начальника по УНР (август 1949 — март 1951), нач-к (март 1951 — ноябрь 1961) Каспийского высшего военно-морского училища имени С. М. Кирова (г. Баку). С декабря 1961 — в отставке.
Награждён орд. Ленина (1946), 4 орд. Красного Знамени (1937, 1944, 1945, 1951), орд. Нахимова II ст. (1945), Отечественной войны I ст. (1945), Трудового Красного Знамени (1944), Красной Звезды (1937), медалями, именным оружием (1953).